# Wudritz
Die Wudritz (von niedersorbisch wudra, „Fischotter“) ist ein linker Nebenfluss der Spree, der im Bundesland Brandenburg fließt.

## Lage
Die Wudritz wird aus dem Schlabendorfer See gespeist und mündet in die Ragower Kahnfahrt bei Ragow direkt in die Spree.

## Geschichte
Im Rahmen der nationalsozialistischen Germanisierung sorbischstämmiger Orts- und Gewässernamen wurde die Wudritz in den 1930er Jahren in „Ottergraben“ umbenannt. Die Umbenennung wurde nach Kriegsende rückgängig gemacht.
Das Quellgebiet der Wudritz befand sich ursprünglich im Gebiet des heutigen Drehnaer Sees. Nach Schließung des Tagebau Schlabendorf-Süd wird die Wudritz aus dem entstandenen Schlabendorfer See gespeist. Zeitweise enthielt die Wudritz viel Eisenschlamm, was zu einer braunen Verfärbung führte. Um diese Verockerung zu bekämpfen, wurde mithilfe eines Saugbaggers der Flusslauf entschlammt.